# Генрі Гансен (велогонщик)
Генрі Гансен (дан. Henry Hansen, 16 березня 1902 — 28 березня 1985) — данський велогонщик.
Олімпійський чемпіон 1928 (групова шосейна гонка), 1928 (командна шосейна гонка) років, срібний призер 1932 року в командній шосейній гонці.
Чемпіон світу з велоперегонів на шосе 1931 року в аматорській груповій шосейній гонці.